# Будинок Дворянських зборів (Сімферополь)
Будинок Дворянських зборів (будівля, в якій працював М. І. Пирогов та перші медичні сестри милосердя) — знаходиться на вулиці Горького у Сімферополі. Пам'ятка архітектури національного значення, охороняється законом. В даний момент вже кілька років пустує після переїзду звідси управління бібліотеки імені Франка.

## Історія

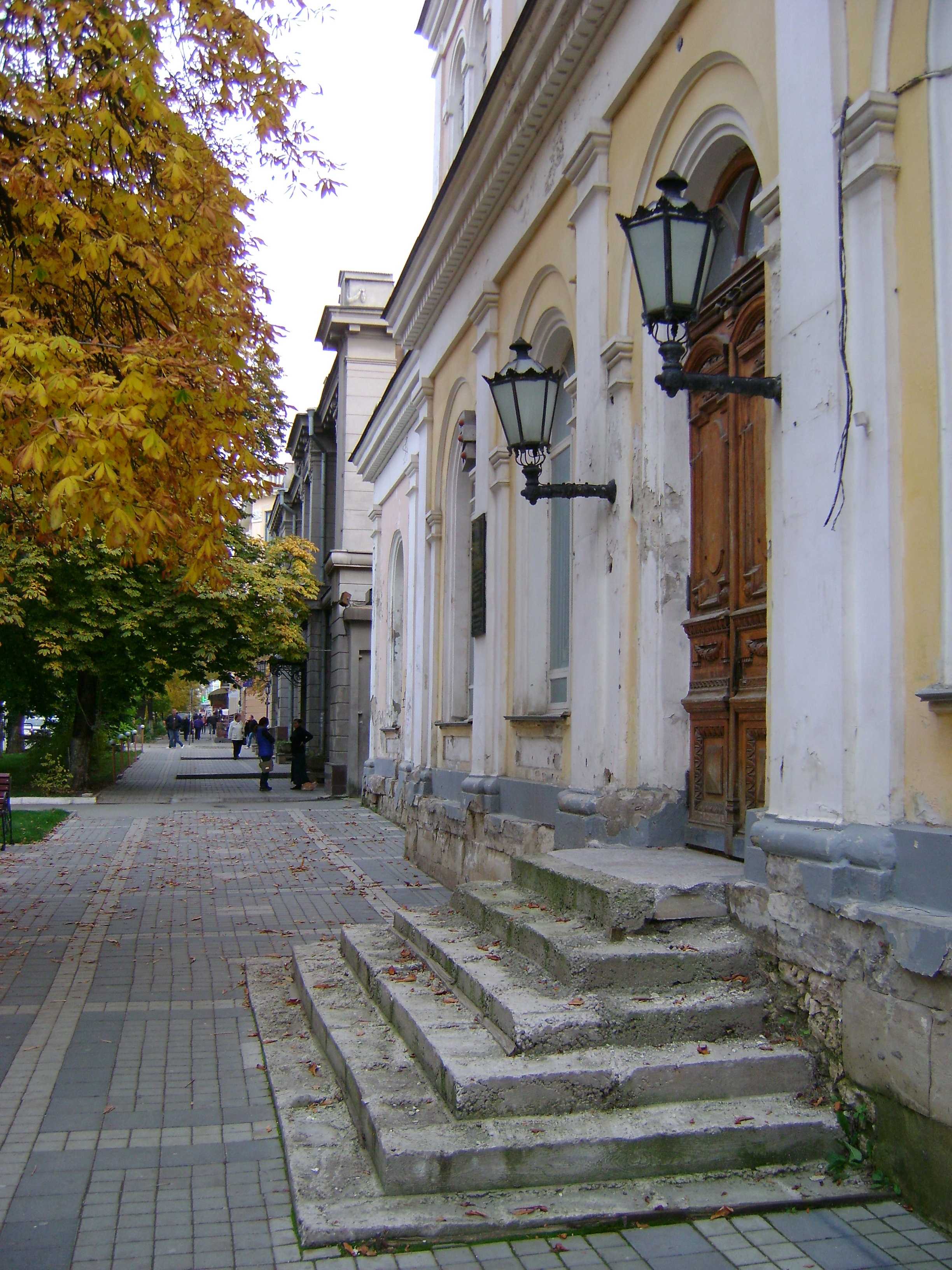
Ґанок будинку

Побудовано будинок у 1848 році як Депутатське дворянське зібрання. Проєкт було розроблено архітектором з Петербургу. Зелена вулиця була назва на честь престижного будинку — Дворянською. Існує згадка в мемуарах Ф. Вігеля, письменника, залишених у 1849 році.
|  | Ще 13-го, прогулюючись увечері, зайшов я на приналежний Дворянському зібранню величезний двір, на якому якийсь приїжджий еквілібрист звеселяв і дивував публіку, що складається здебільшого з простолюддя, своїми стрибками по натягнутій дротині. Я сидів в одному сюртуку, і мені було майже спекотно… Оригінальний текст (рос.) Еще 13-го, прогуливаясь вечером, зашел я на принадлежащий Дворянскому собранию преобширный двор, на котором какой-то приезжий эквилибрист увеселял и удивлял публику, состоящую по большей части из простонародья, своими прыжками по натянутой проволоке. Я сидел в одном сюртуке, и мне было почти жарко…! |

Вхід до будівлі був підкреслений двома ліхтарями на чавунних стовпах по обидві сторони дверей. Простора центральна зала була добре освітлена і оздоблена художнім розписом. Елегантно був обладнаний і кабінет предводителя дворянства.
Учасниками зборів були представники дворянського суспільства губернії. Дворянські збори займалися вирішенням локальних суспільних питань, при цьому їм заборонялося обговорення питань державного устрою. Під час Кримської війни (1854—1855) в цій будівлі знаходився військовий госпіталь, в якому працював відомий хірург Микола Іванович Пирогов. Асистував йому С. Боткін, допомагали — перші в Росії сестри милосердя, і серед них дві Катерини — рідні сестри О. Грибоєдова і М. Бакуніна. У 1963 році на фасаді встановлено меморіальну дошку.
Після війни Сімферопольський міський клуб об'єднався в одну установу із Зібранням, а його бібліотека обслуговувала широкі верстви міської інтелігенції і отримала згодом статус громадської. Відповідно до наказу Кримревкому від 24 грудня 1920 року в приміщенні було розпочато створення Центральної обласної бібліотеки Криму. До її фондів увійшли книги з першої міської громадської Тумановської бібліотеки, бібліотек «Просвещение» і духовній семінарії. 7 листопада 1921 бібліотека відкрила двері для читачів.
Після реорганізацій, до 2009 року в особняку містилася республіканська бібліотека імені Івана Франка, яка переїхала в нове приміщення. Звільнену будівлю планували передати юнацькій бібліотеці. У 2011 році маєток повністю спорожнів через реконструкцію вулиці Горького.